# Exaltación
La exaltación es un término religioso propio del cristianismo, que varía dependiendo de la denominación cristiana.

## En el catolicismo
En el catolicismo, se refiere al ascenso al cielo o paraíso, por supuesta obra o «exaltación» de Dios. En el caso particular de Cristo se utiliza la expresión de «ascensión» y en el caso de María, se habla de «asunción». En el caso de los santos la exaltación puede referirse tanto a su entrada en el paraíso como al hecho de ser «exaltado a los altares», es decir, a su ceremonia de canonización.
En este sentido, es celebrada bajo diferentes advocaciones cristológicas, tales como Cristo de la Vera Cruz y Cristo de Telde, en Gran Canaria, o Cristo de La Laguna, en Tenerife.
Particularmente, la expresión «exaltación» hace referencia a la festividad devocional denominada Exaltación de la Santa Cruz, celebrada el 14 de septiembre en cofradías y hermandades tales como la Cofradía de la Exaltación de la Santa Cruz y Nuestra Señora de los Dolores, la Hermandad de La Exaltación (Sevilla), la Cofradía de la Exaltación de la Santa Cruz (Zaragoza), Cristo de la Exaltación (Málaga) y Hermandad de la Santísima Cruz (Abanilla).
Además ha dado origen a algunos topónimos, como el Partido de Exaltación de la Cruz en Argentina.

## En la Iglesia de Jesucristo de los Santos de los Últimos Días
Para La Iglesia de Jesucristo de los Santos de los Últimos Días, la exaltación o «progreso eterno» es una creencia doctrinal según la cual toda la humanidad, como hijos espirituales de un Padre celestial, pueden llegar a ser como él.
- Datos: Q3851691